# Pikk tänav
Ne doit pas être confondu avec Pikk tänav (Pärnu).
La rue Pikk (estonien : Pikk tänav) est une rue de Tallinn en Estonie.

## Présentation
La rue Pikk est l'une des rues principales de la vieille ville médiévale, parallèle à la rue Lai tänav qui s'étend de Toompea à la baie de Tallinn.
La rue Pikk passe au nord-ouest de la Place de l'Hôtel de ville puis se confond avec Pikk jalg, qui continue ensuite vers le sud-ouest sur Toompea, puis elle se dirige vers le nord-est jusqu'à son croisement de Rannamäe tee.
La rue mesure 723 mètres de long.

## Lieux et monuments de la rue
La rue part de la tour de la porte des longues jambes,  et s'étend jusqu'à la grande porte côtière, la limite extérieure des Remparts de Tallinn.
La rue compte 73 bâtiments dont :
- Pikk 4,6,8 - Bâtiments conçus par Ernst Kühnert (et)[2]
- Pikk 7 - Maison Vassermann[3]
- Pikk 10 - Kinga 10 - Monument culturel[4]
- Pikk 11, Lai 10 - Assurances Eesti Lloyd[5]
- Pikk 12, Kinga 6, Mündi 3 - Maison Jegorov[6]
- Pikk 15 - Monument culturel[7]
- Pikk 16 - Pühavaimu 1 - Café Maiasmokka (et)[8]
- Pikk 17 - Maison de la Grande Guilde,
- Pikk 18 - Galerie des Dragons (et)[9]
- Pikk 19 - Ambassade de Russie[10]
- Pikk 20 - Maison de la guilde des Canutes
- Pikk 23-25 - Maison Reichmann
- Pikk 24 - Maison de la Guilde de Saint-Olaf (et)
- Pikk 26 - Maison des Têtes Noires.
- Pikk 28 - Palais Rosen, Ambassade de Suède
- Pikk 29a - Maison Nottbeck et Musée russe de Tallinn

- Pikk 34A - Chapelle orthodoxe, Marché vert
- Pikk 59 - Ancien siège du KGB
- Pikk 61 - Ministère de l'Intérieur et des Affaires régionales
- Pikk 62 - Tour Hattorpe
- Pikk 65 - Lai 50 - Église Saint-Olaf de Tallinn
- Pikk 66 - Hôtel Gotthard Residents (et)[11]
- Pikk 68 - Tour Stolting
- Pikk 70 - Grande porte côtière et Tour Grosse Marguerite[12]
- Pikk 71 - Trois Sœurs[13].
- Pikk 73 - Villa Koch[14]

## Galerie

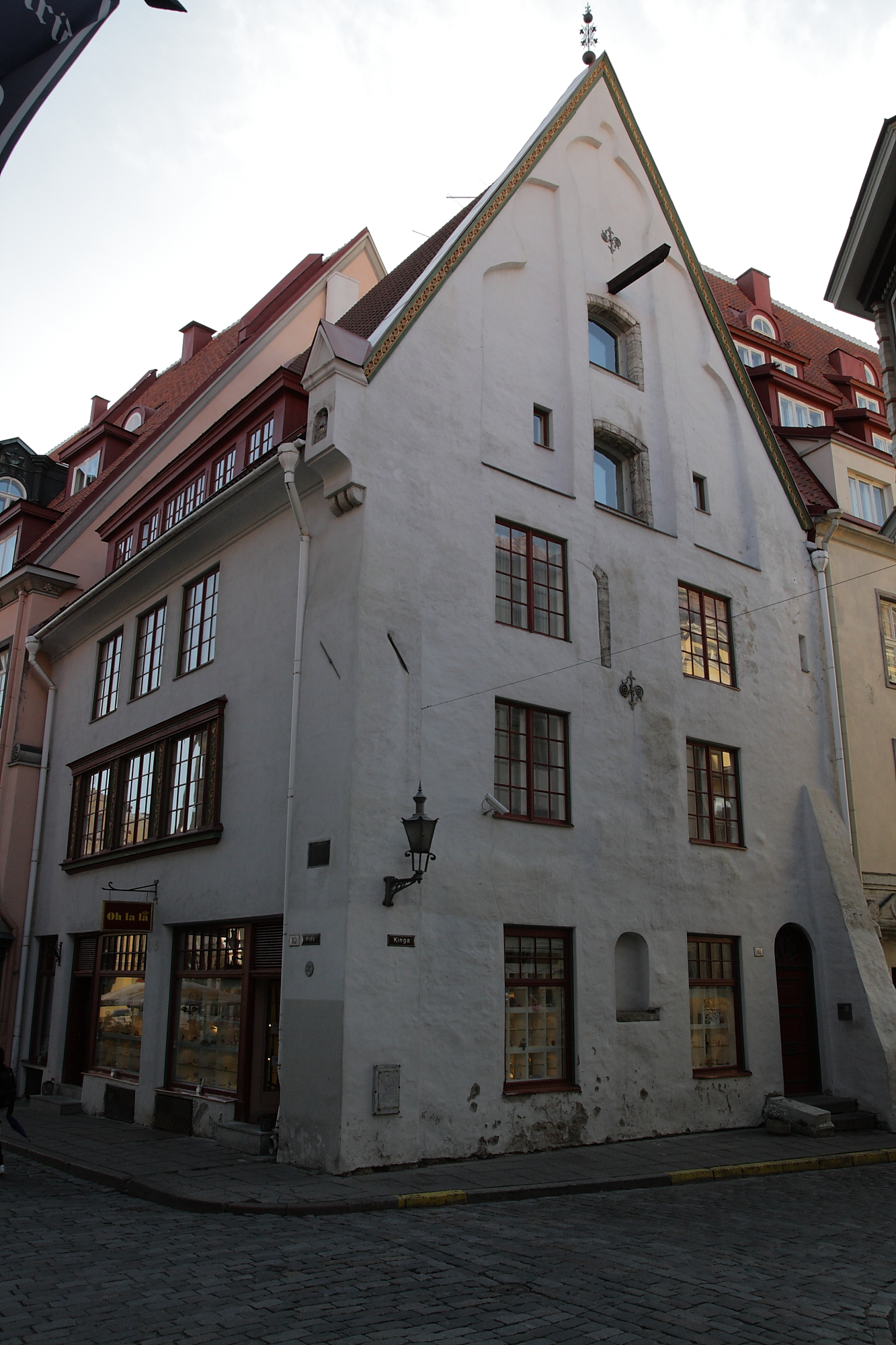
Pikk 10
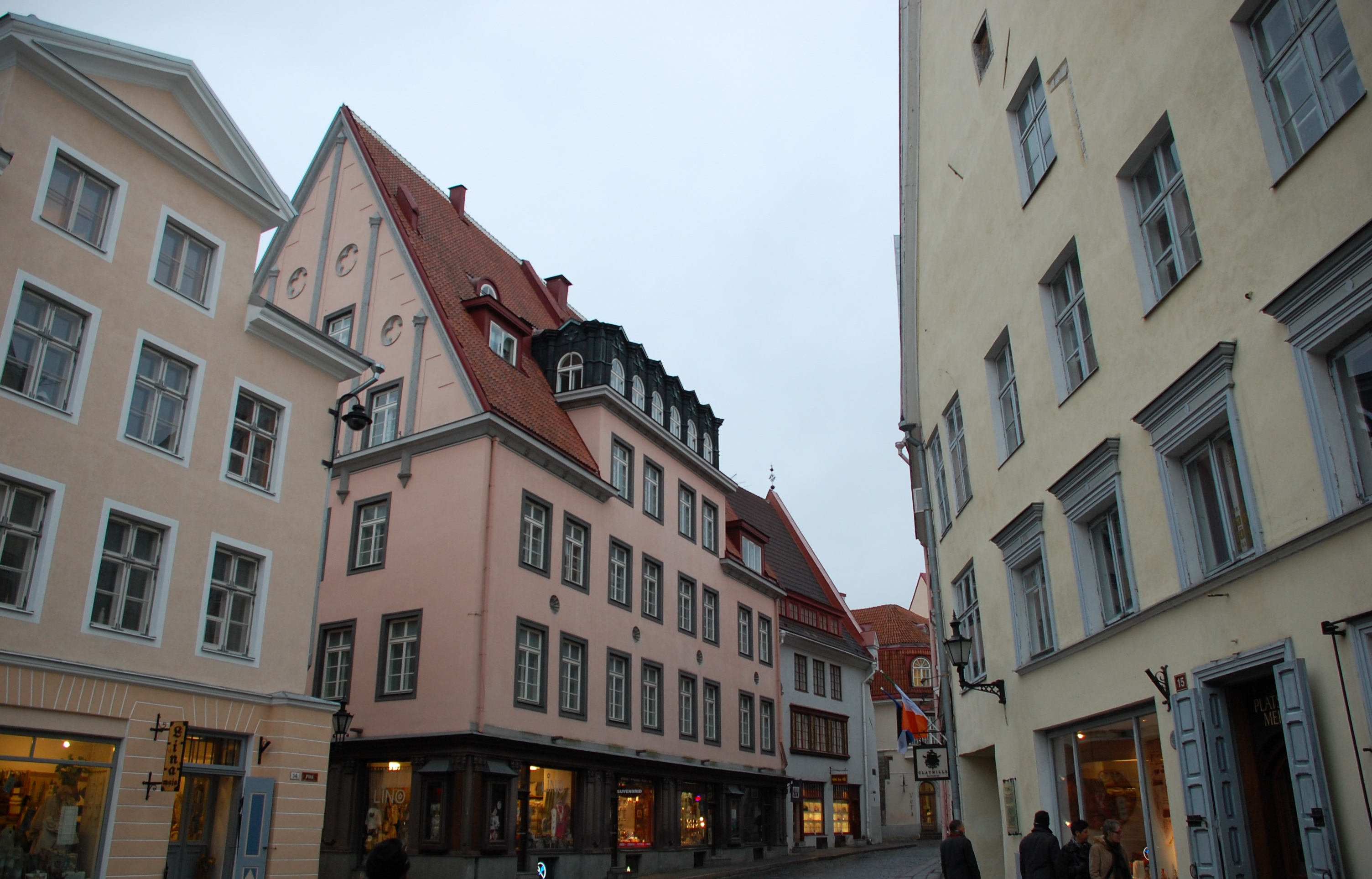
Pikk 12
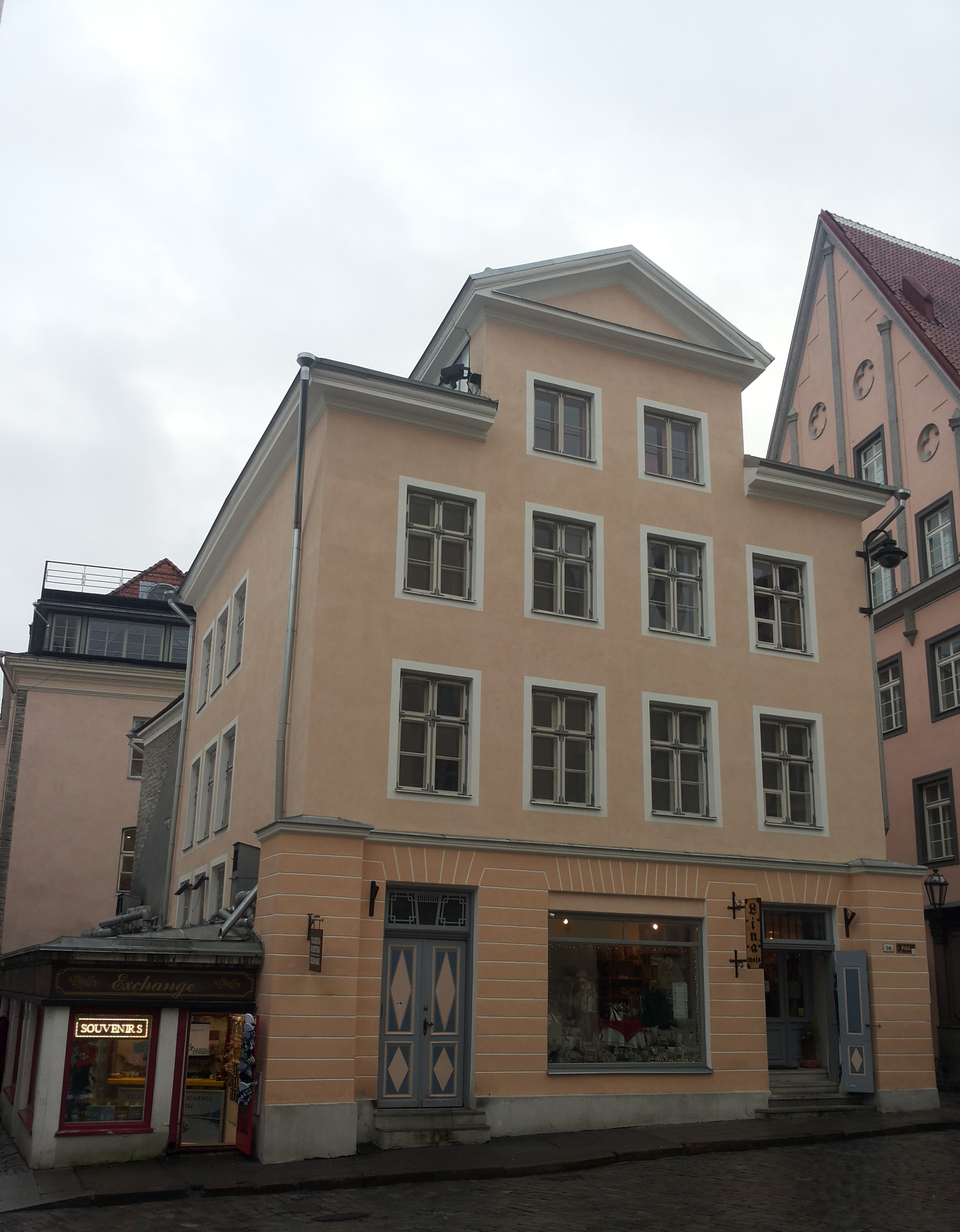
Pikk 14
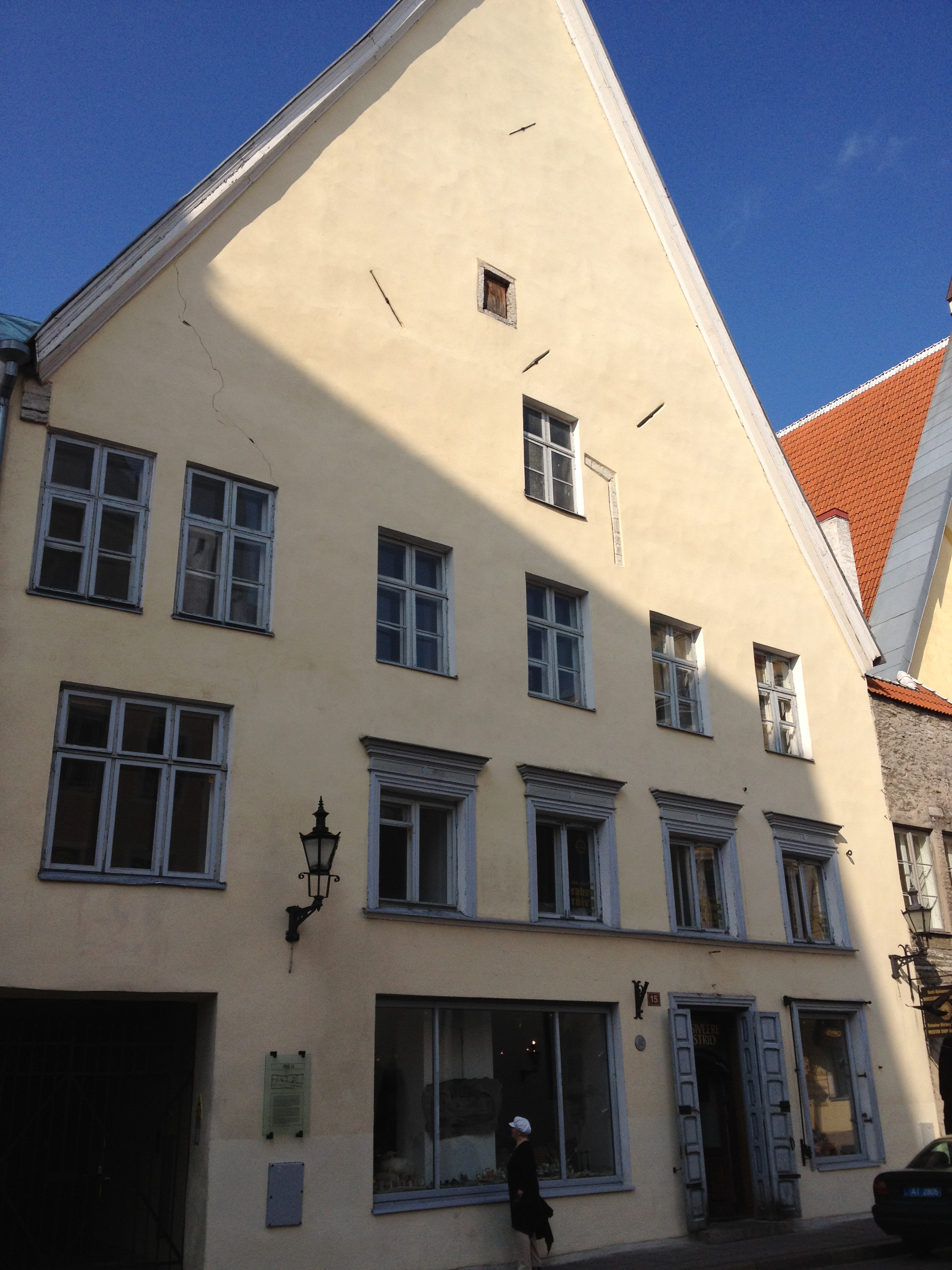
Pikk 15
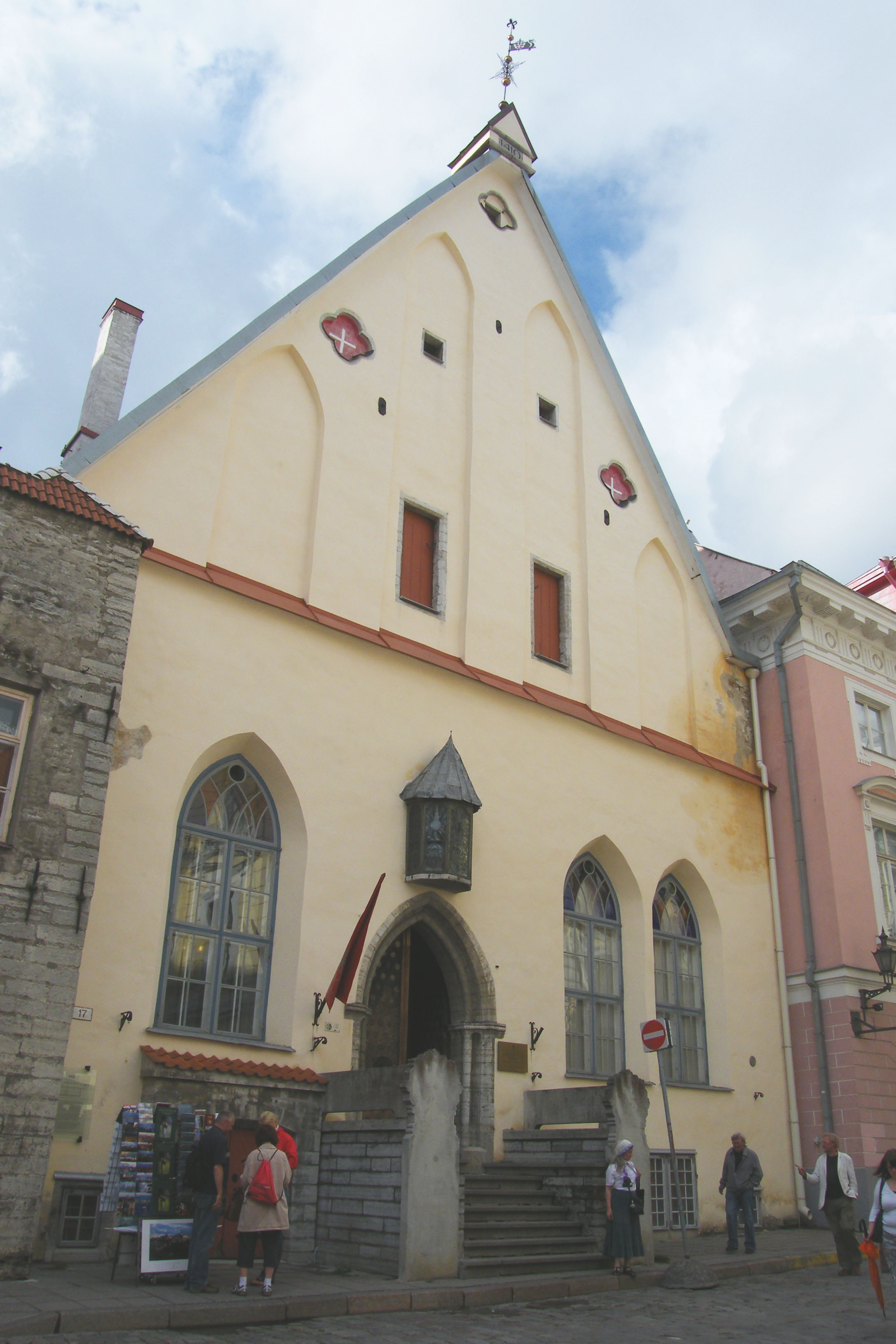
Pikk 17
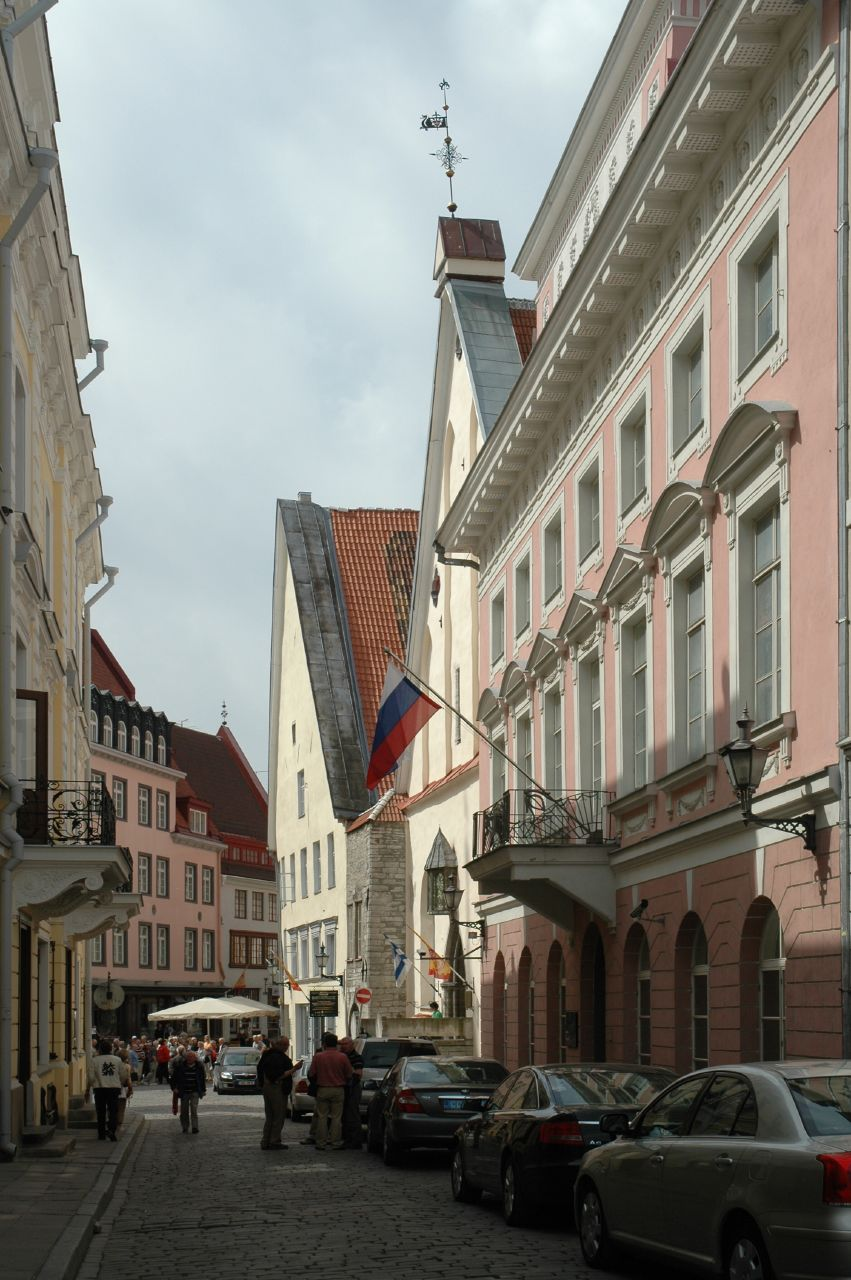
Pikk 19
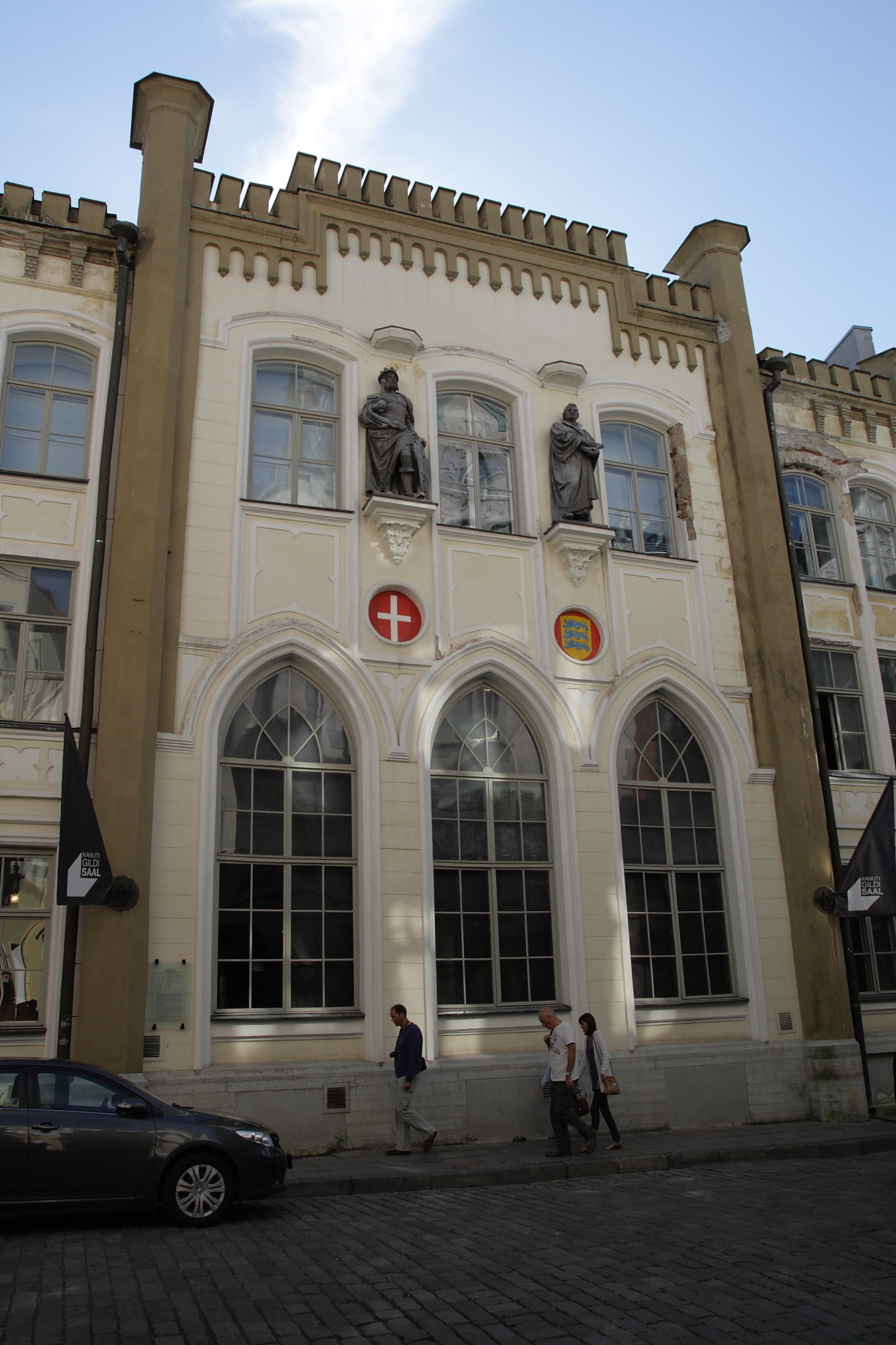
Pikk 20
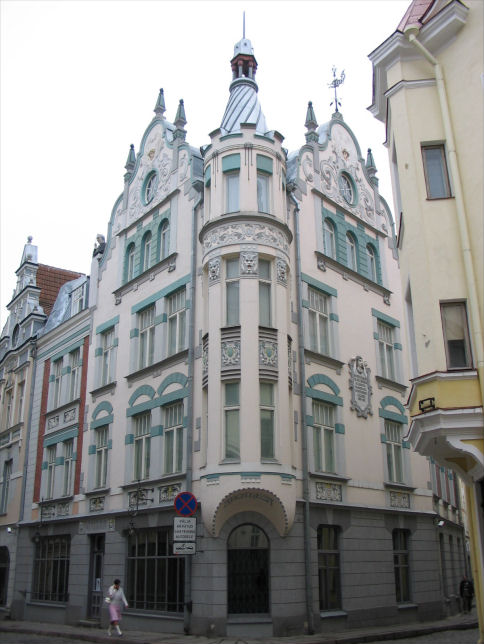
Pikk 23-25
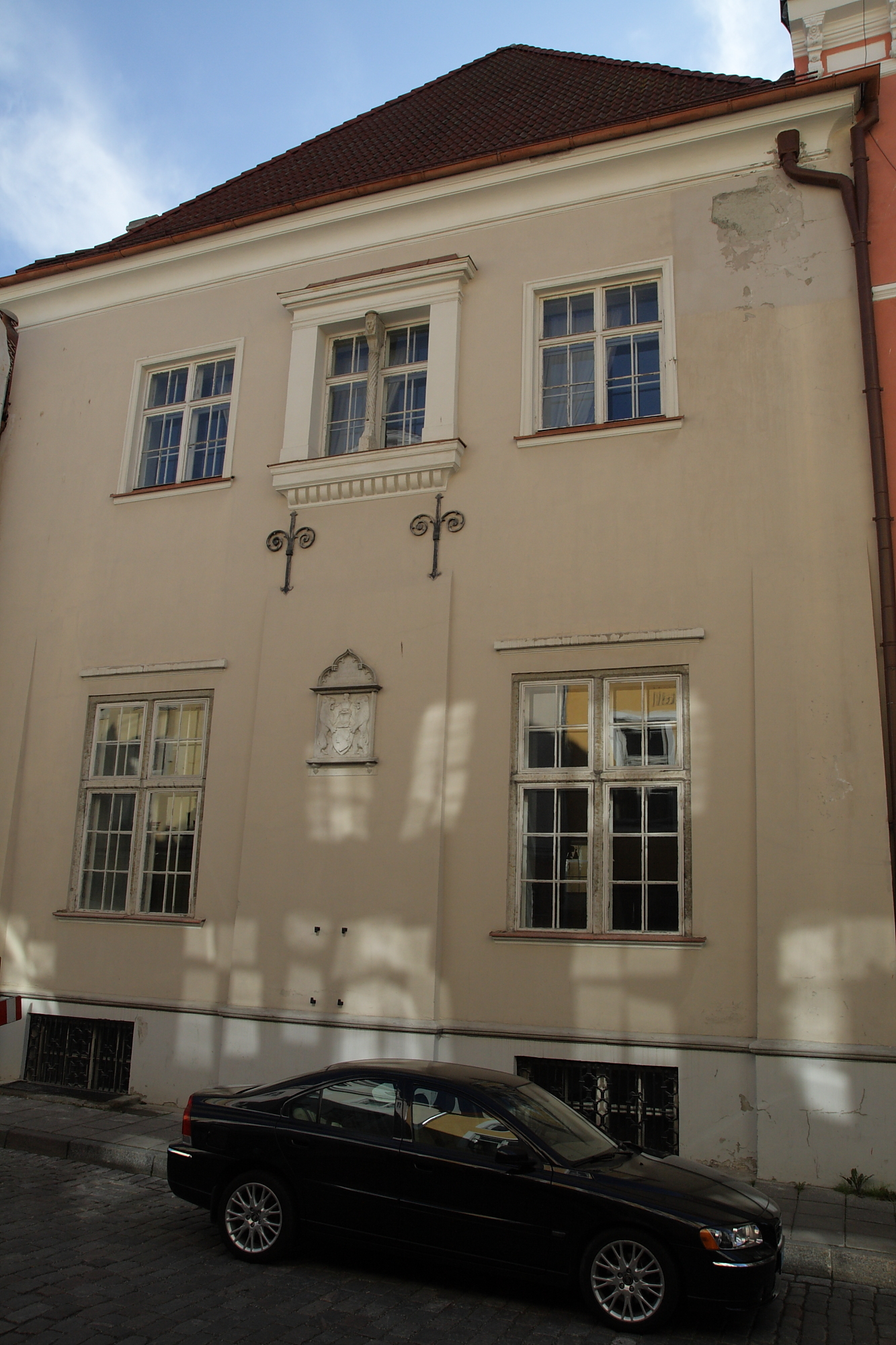
Pikk 24
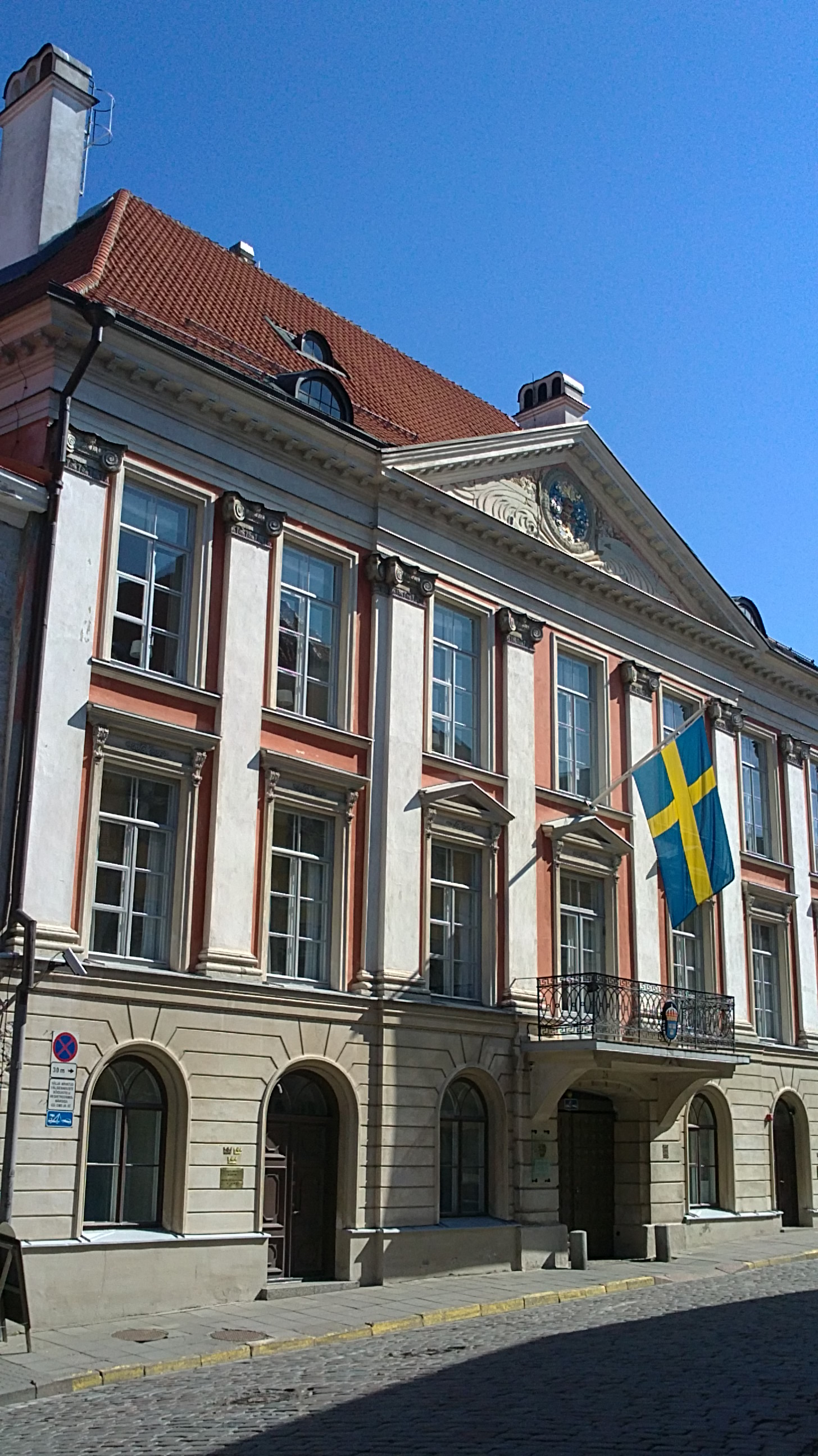
Pikk 28
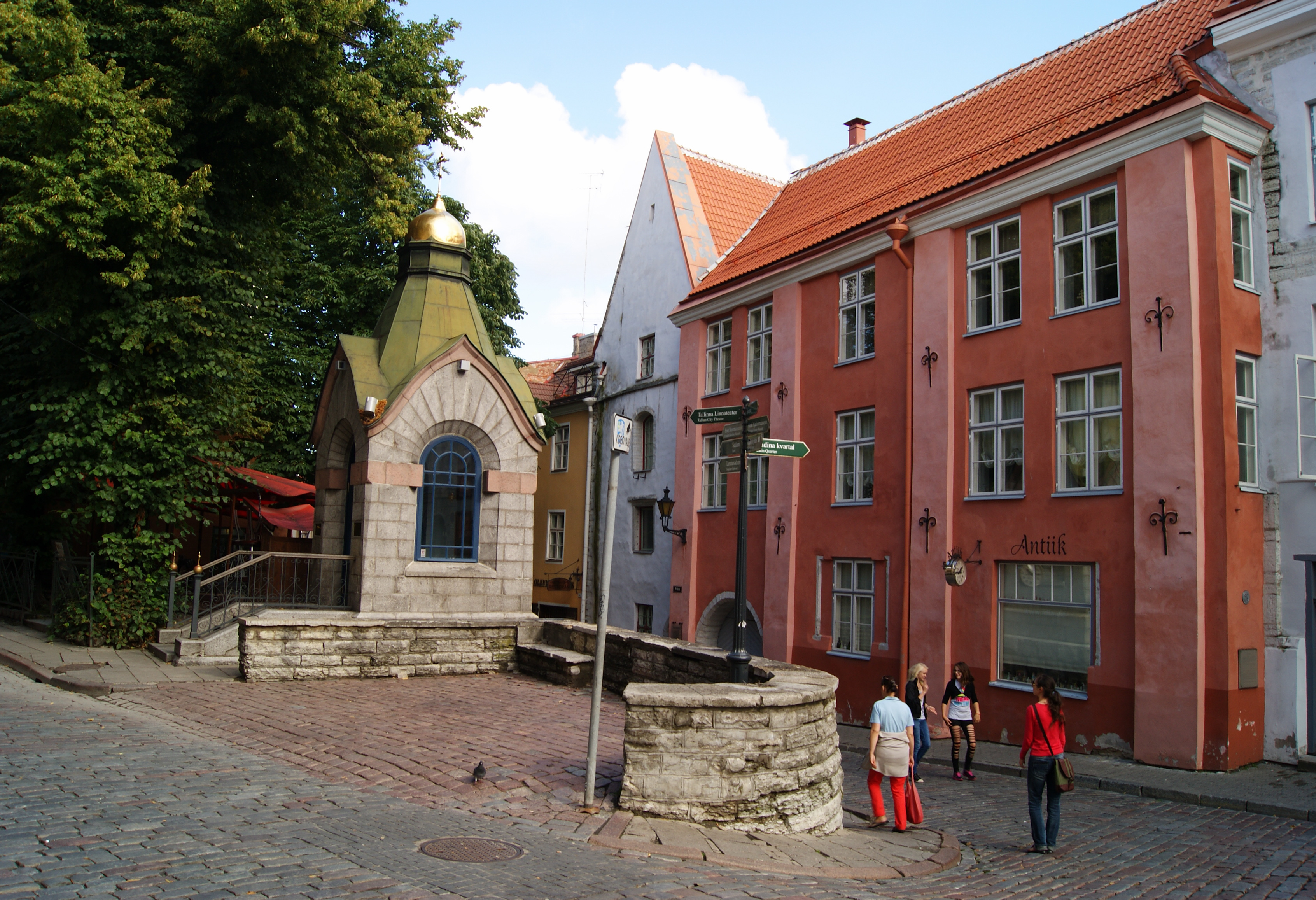
Pikk 30
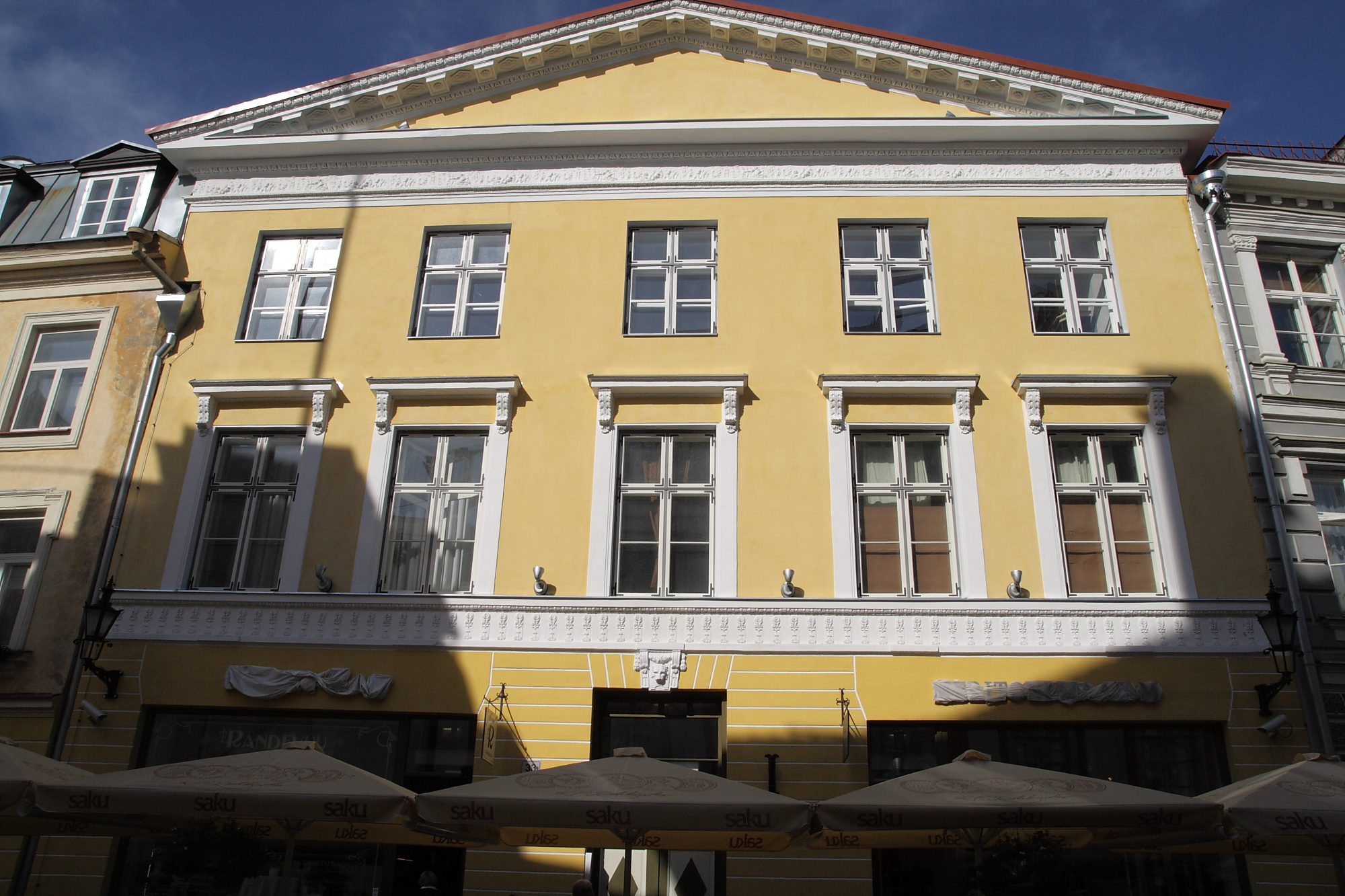
Pikk 33
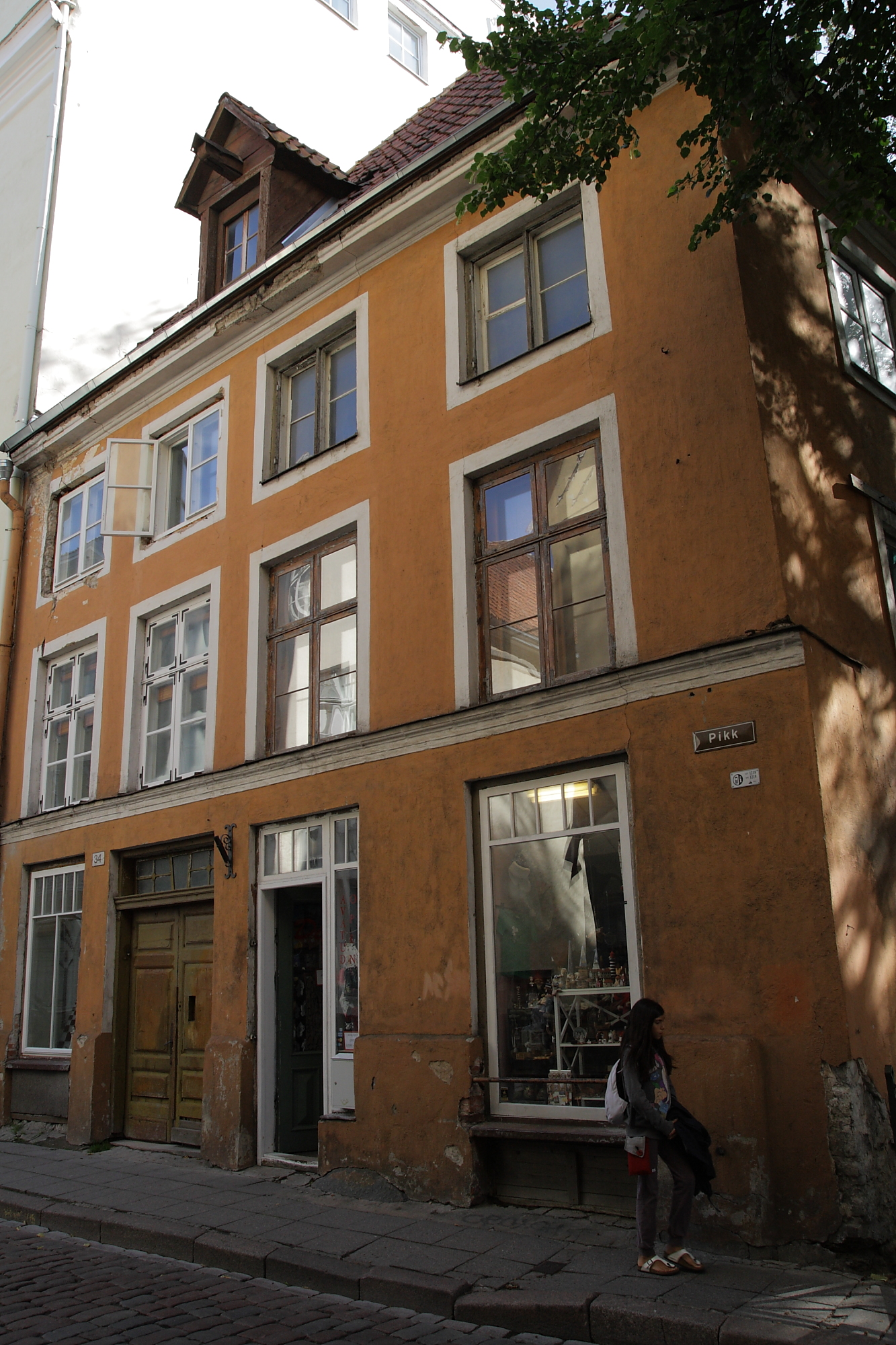
Pikk 34
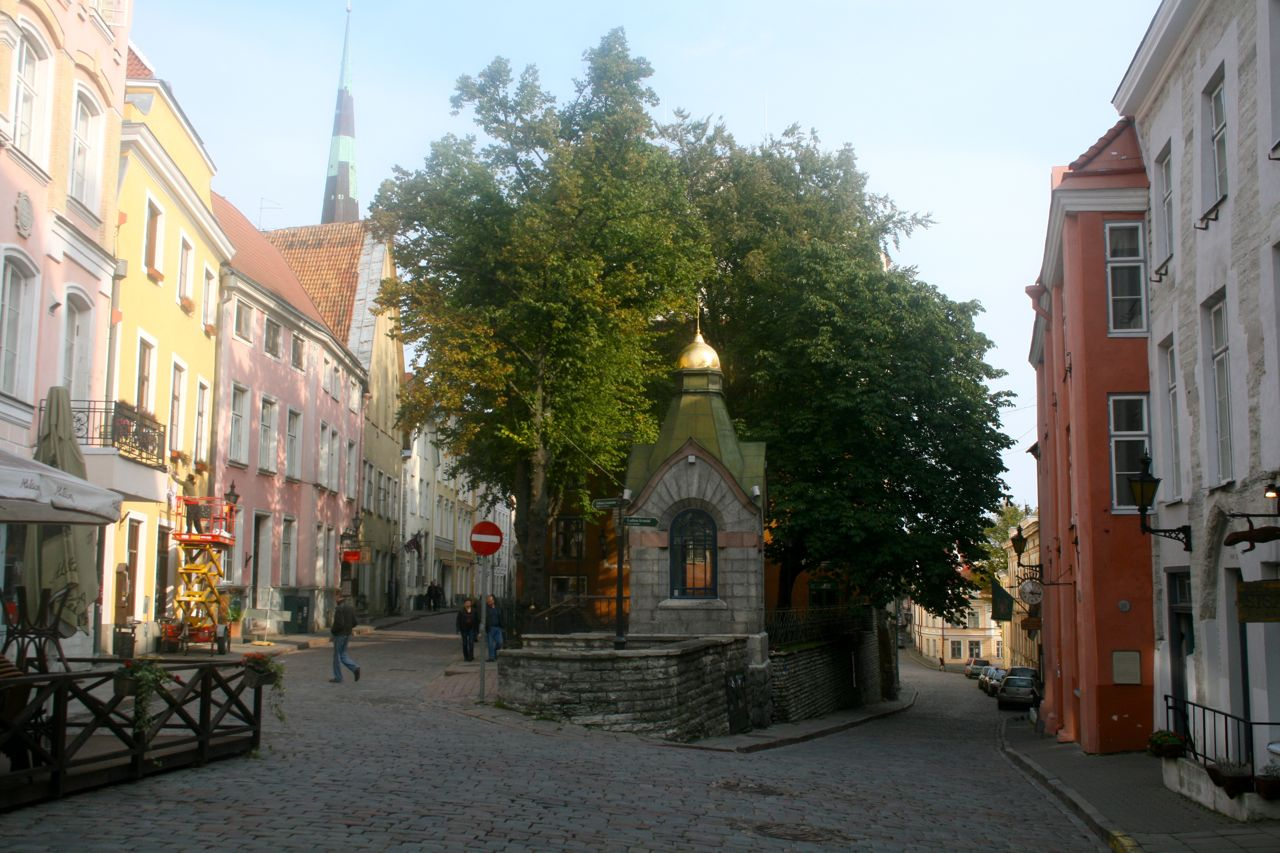
Pikk 34A
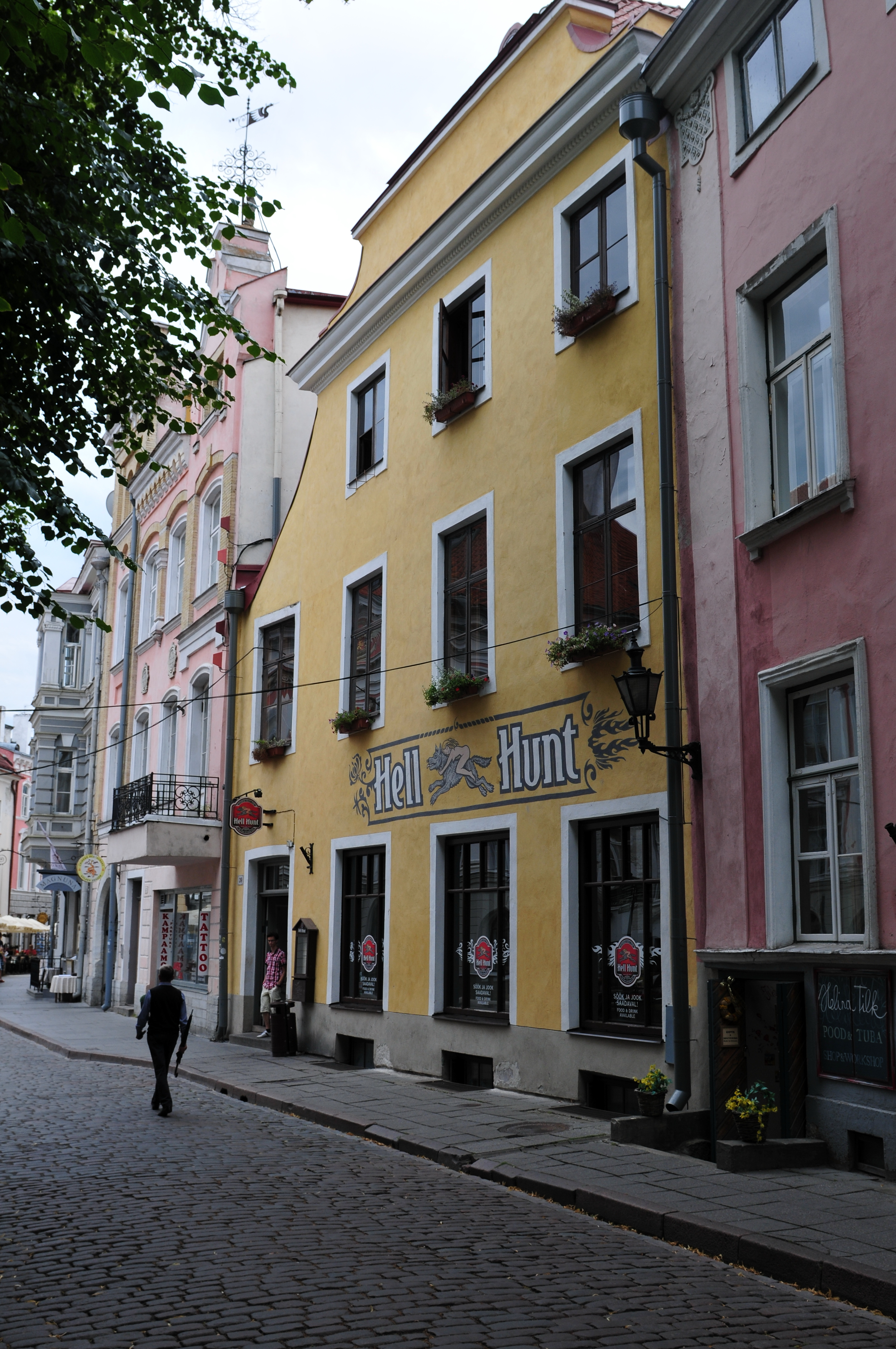
Pikk 39
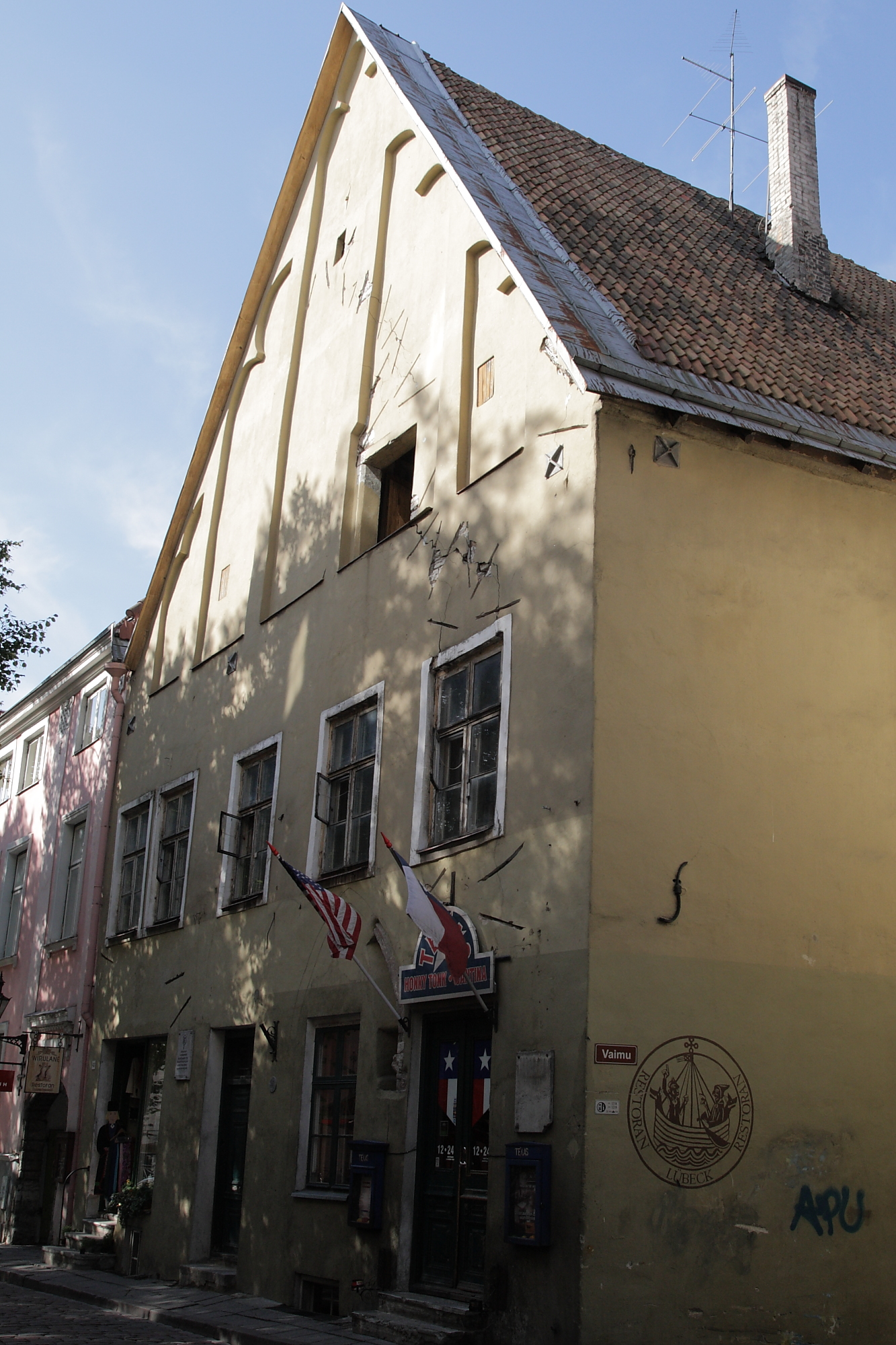
Pikk 43
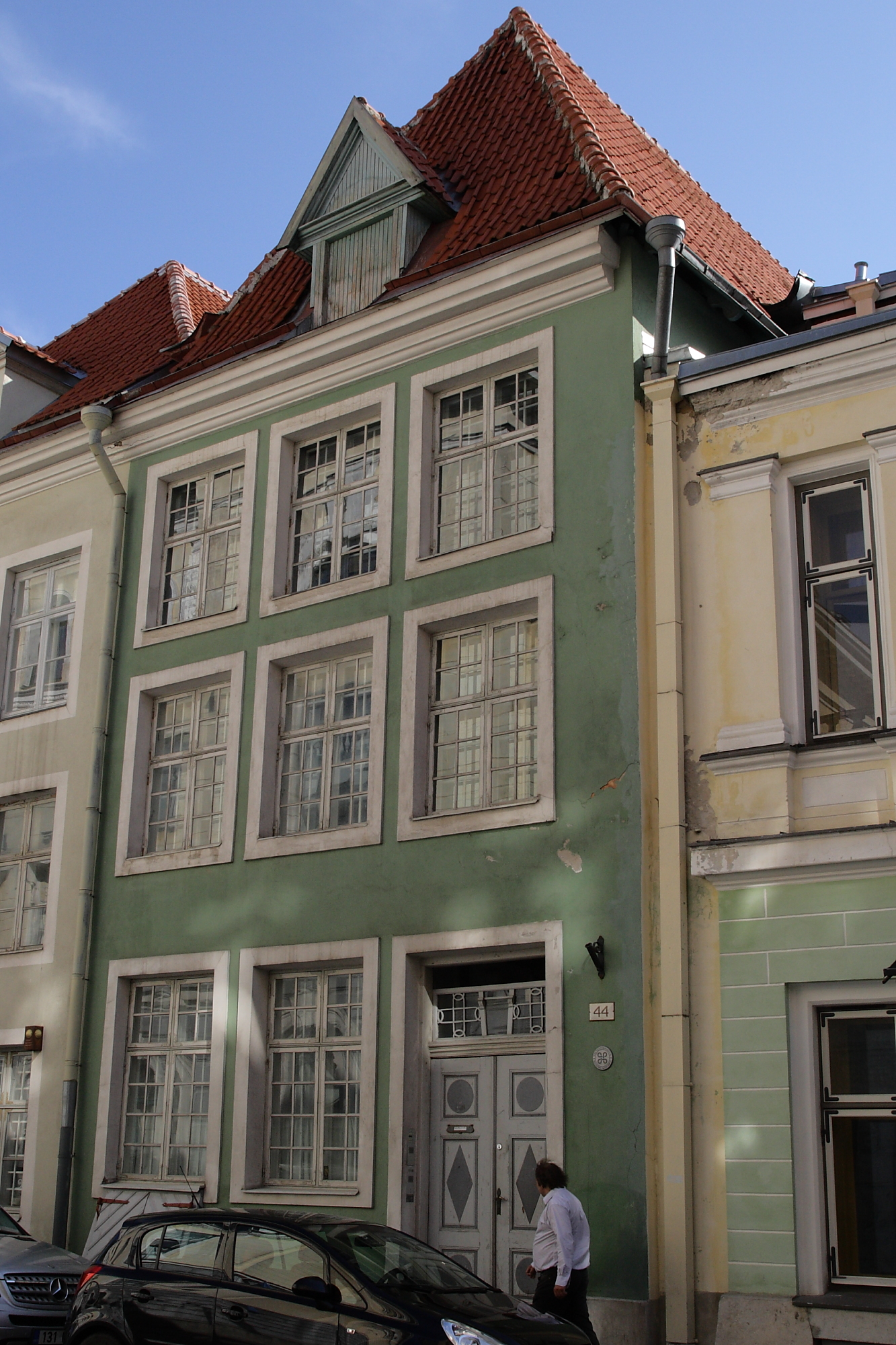
Pikk 44
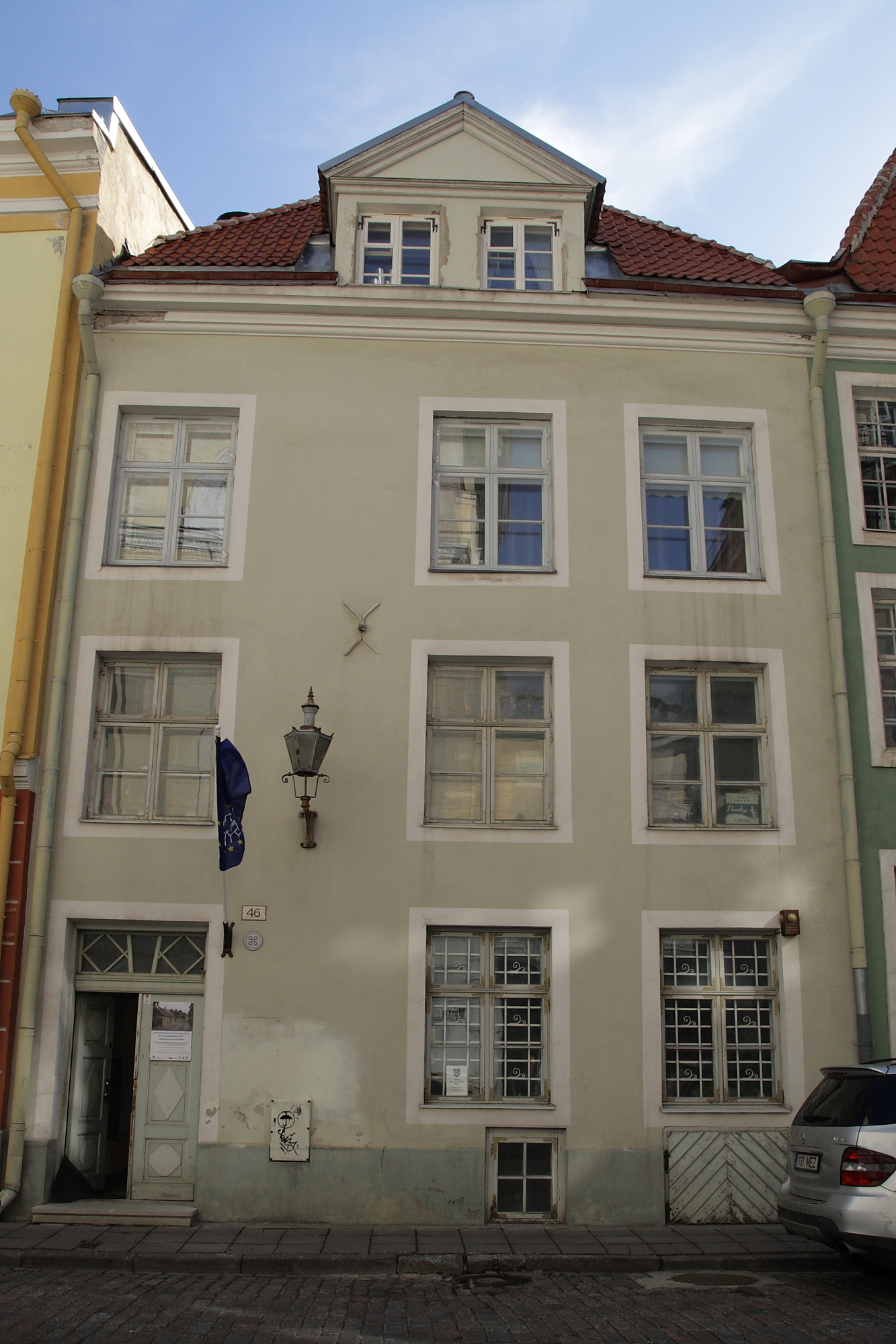
Pikk 46
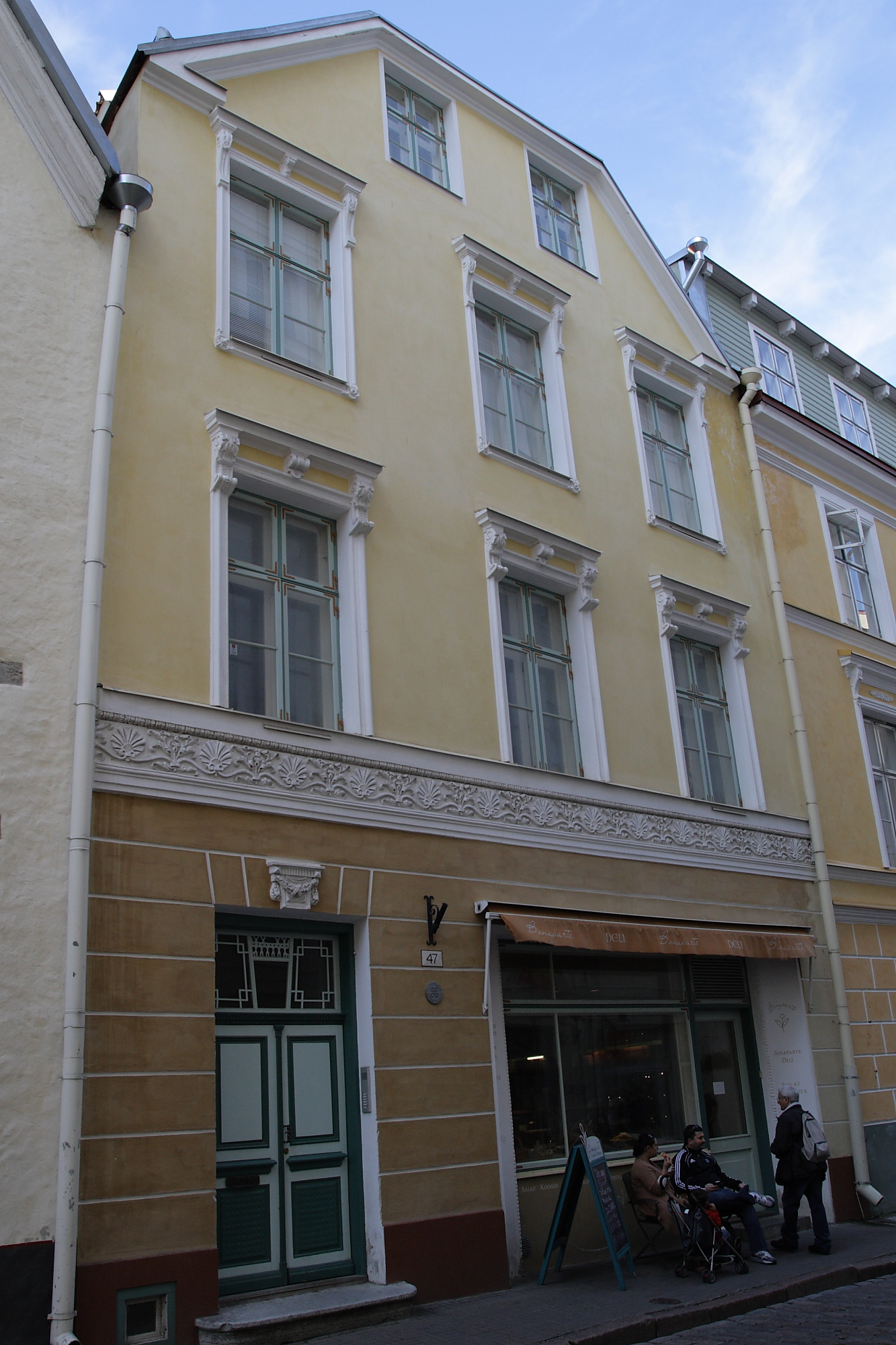
Pikk 47
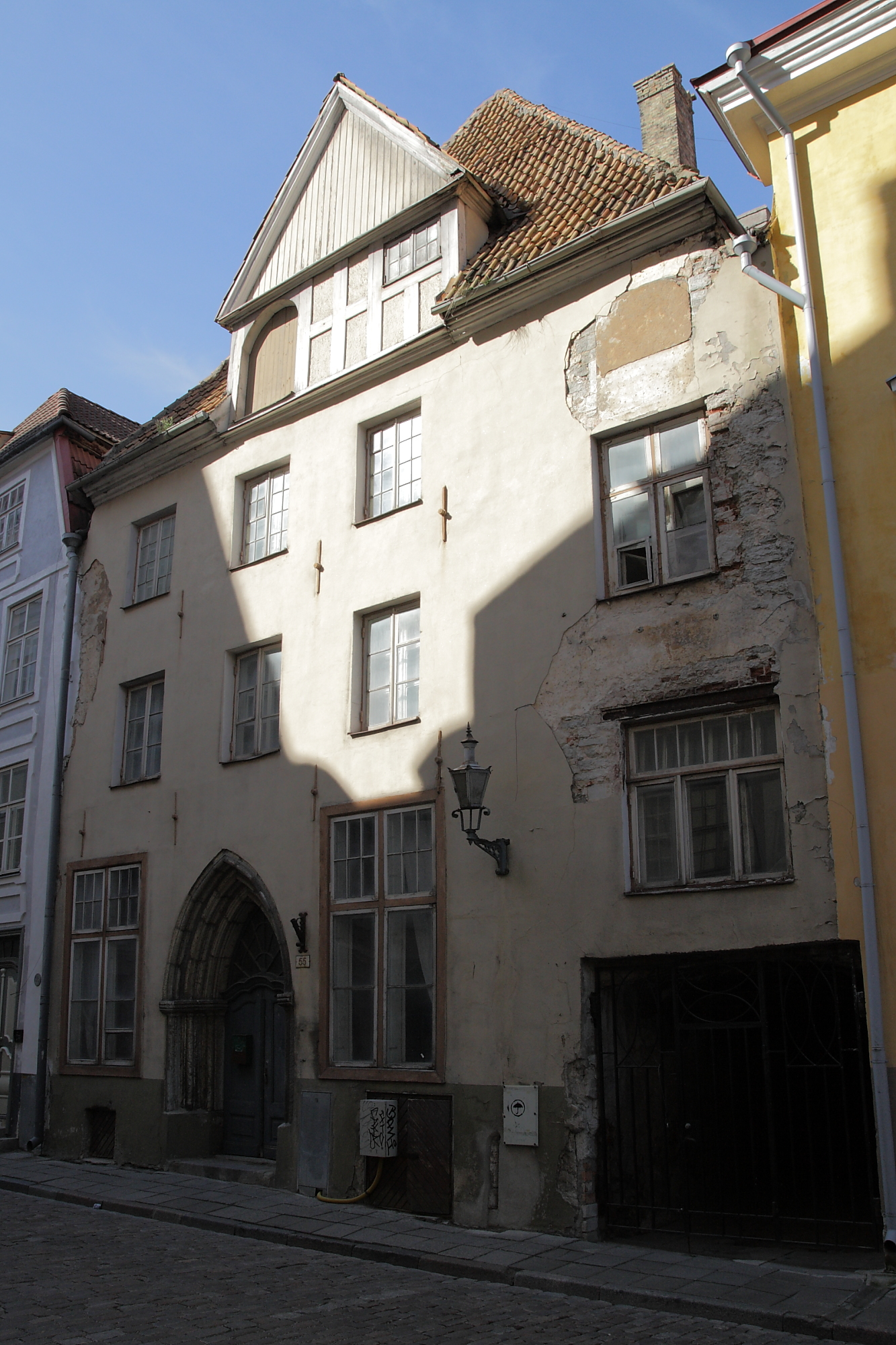
Pikk 55
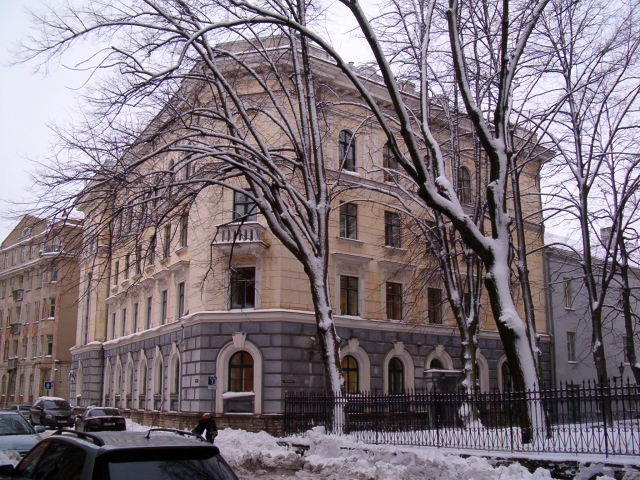
Pikk 61
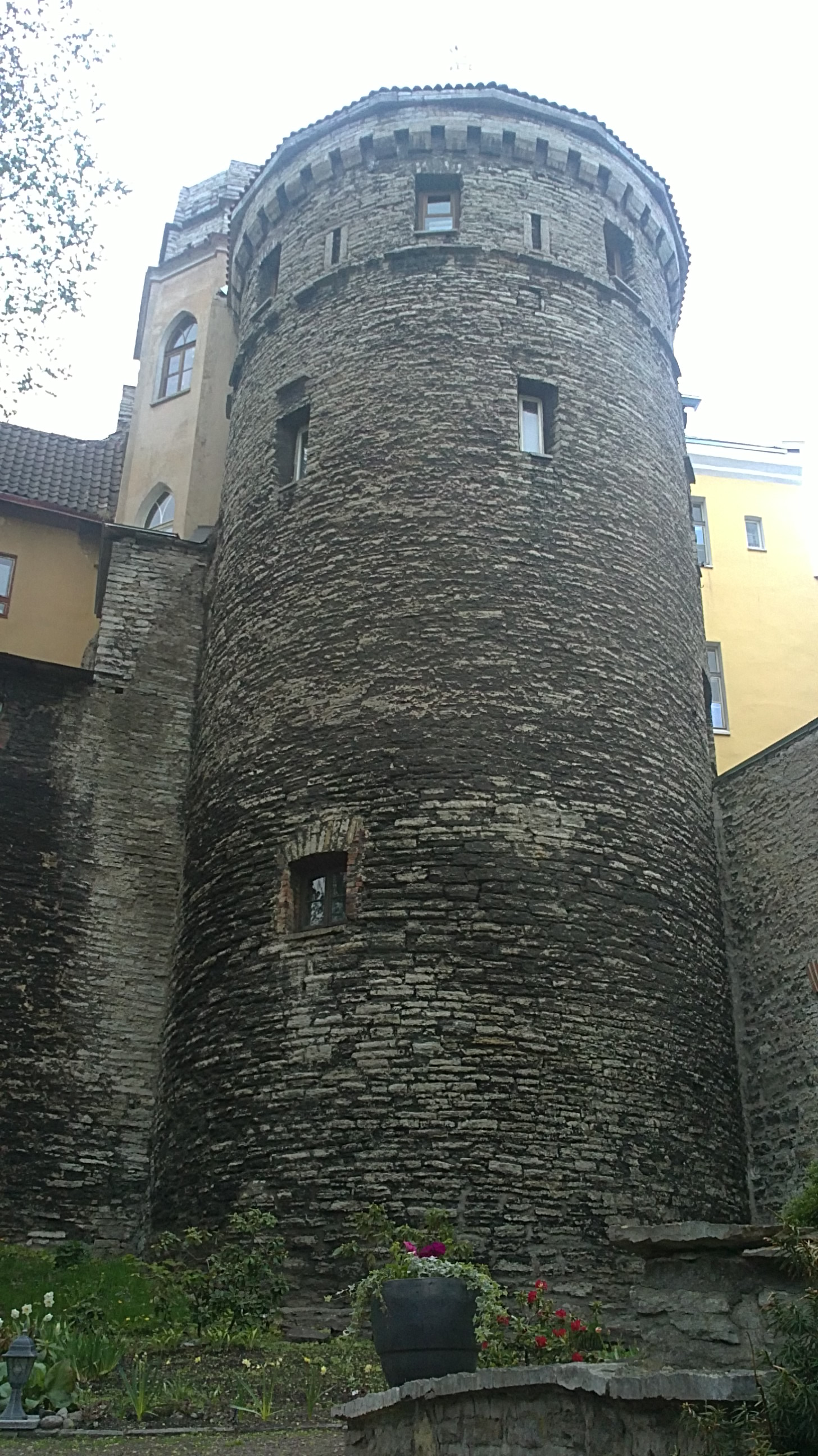
Pikk 62
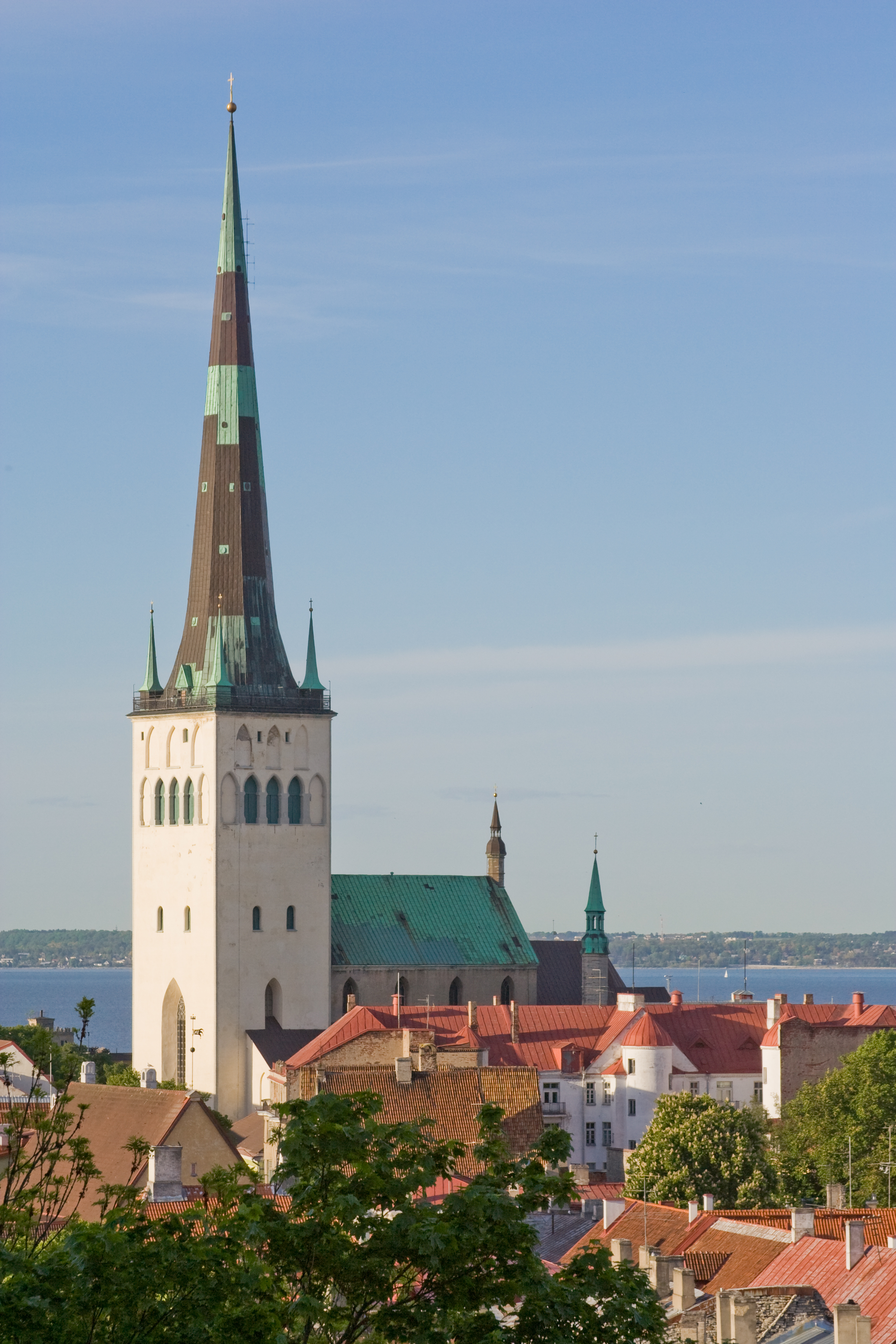
Pikk 65